# Hepoköngäs

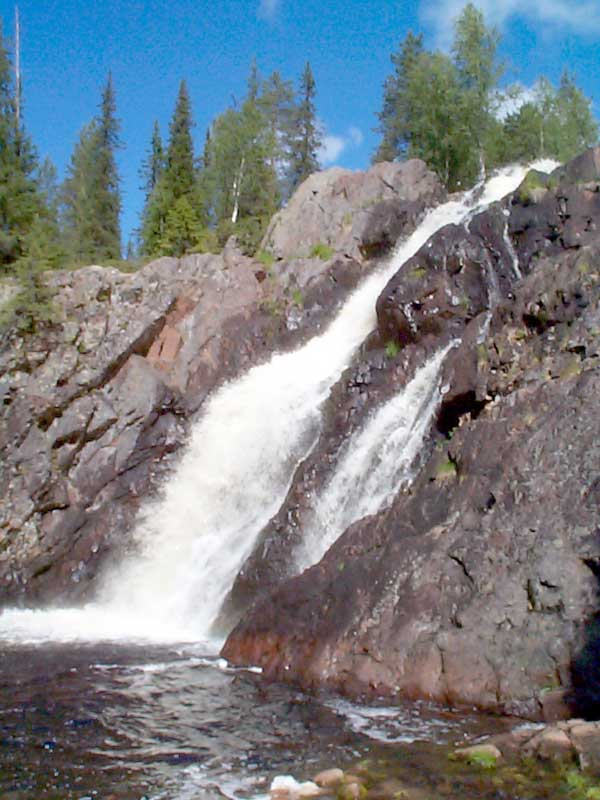
Hepoköngäs Wasserfall

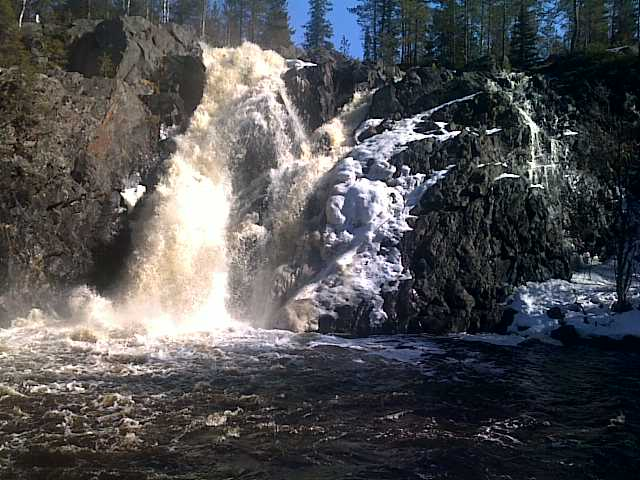
Hepoköngäs im Mai

Der Hepoköngäs [ˈhepoˌkøŋŋæs] ist mit 24 Meter Fallhöhe der höchste natürliche Wasserfall Finnlands.
Er befindet sich etwa zehn Kilometer südöstlich von Puolanka in der Landschaft Kainuu. Erreichbar ist der Wasserfall über die Hyrynsalamentie.